# Coelorinchus celaenostomus
Coelorinchus celaenostomus es una especie de pez de la familia Macrouridae en el orden de los Gadiformes.

## Morfología
• Los machos pueden llegar alcanzar los 82,8 cm de longitud total.

## Hábitat
Es un pez de aguas profundas que vive entre 606-975 m de profundidad.

## Distribución geográfica
Es un endemismo de Nueva Zelanda.